# Dipterocarpus obtusifolius
Dipterocarpus obtusifolius är en tvåhjärtbladig växtart som beskrevs av Teysm. och Friedrich Anton Wilhelm Miquel. Dipterocarpus obtusifolius ingår i släktet Dipterocarpus och familjen Dipterocarpaceae. Inga underarter finns listade i Catalogue of Life.